# Viaductul Thouars
Viaductul Thouars (în franceză Viaduc de Thouars, denumit și Viaductul Eiffel) este un pod feroviar metalic, de tip grinzi cu zăbrele și cu o singură cale, situat în apropierea orașului Thouars din Franța, pe liniile de cale ferată Les Sables-d'Olonne – Tours și Chartres – Bordeaux-Saint-Jean. Inaugurat în 1873, viaductul a fost construit de G. Eiffel et Cie, compania inginerului Gustave Eiffel.

## Istoric

### Context

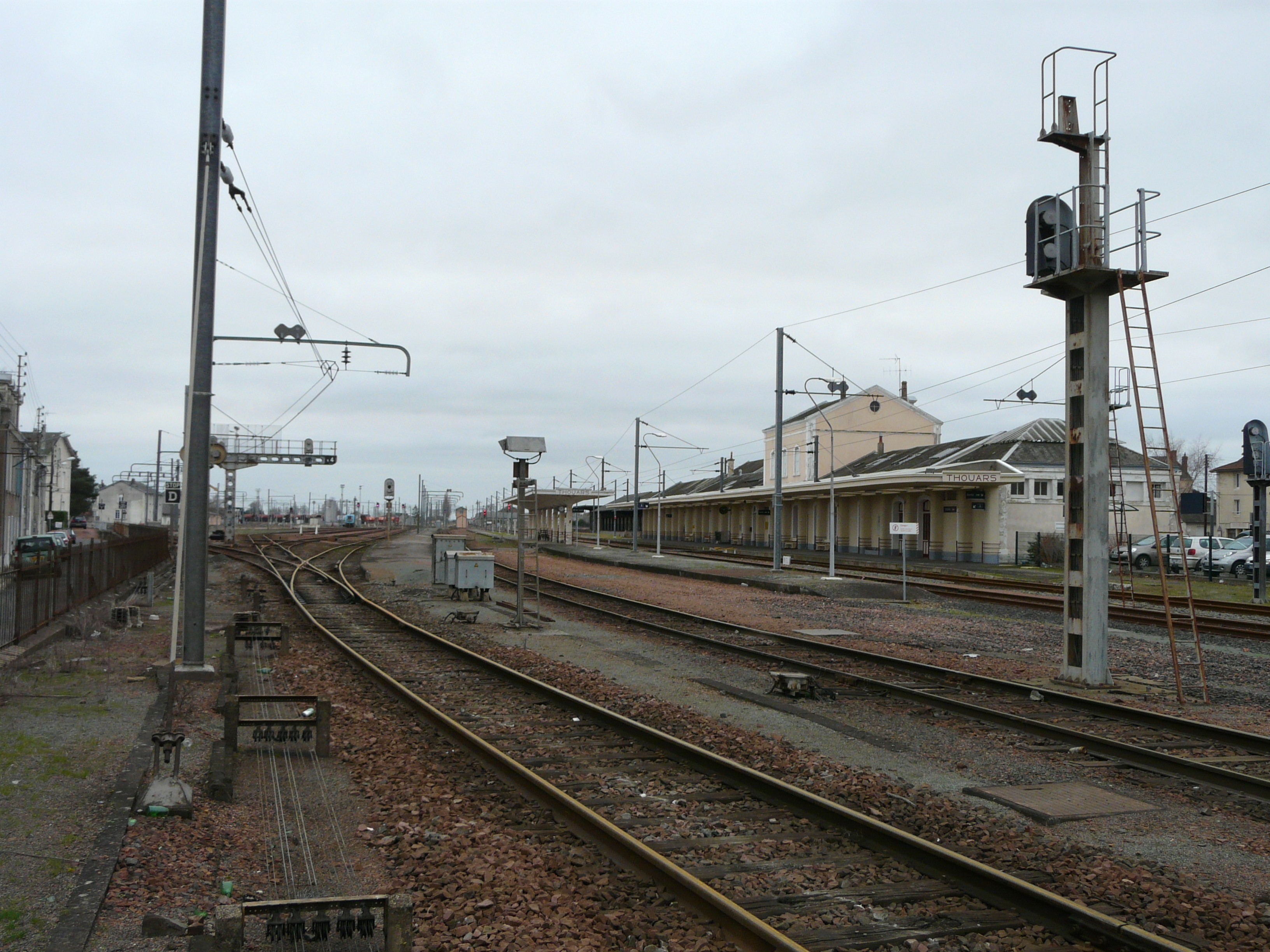
Gara Thouars

În 1953, Ministerul Agriculturii, Comerțului și Lucrărilor Publice al celui de-Al Doilea Imperiu a autorizat întocmirea unui studiu care să analizeze construirea unei linii de cale ferată între Tours și Les Sables-d'Olonne, via Thouars și Napoléon-Vendée. În 1954, Compania Căilor Ferate din Vendée (în franceză Compagnie des Chemins de fer de Vendée) a ănceput demersurile pentru planificarea și construcția acestei linii.
O licitație publică a fost lansată în 1861 pentru primele două secțiuni ale căii ferate, între Les Sables-d'Olonne și Napoléon-Vendée, respectiv între Napoléon-Vendée și Bressuire, iar acestea au fost declarate lucrări de utilitate publică printr-o lege din 2 iulie 1861. Decretul imperial care prevedea atribuirea concesiunii pentru cele două secțiuni a fost publicat pe 15 septembrie 1862. Caietul de sarcini, anexat decretului imperial, prevedea că, „în caz că linia de la Napoléon-Vendée la Bressuire va fi prelungită ulterior spre Tours, compania concesionară a acestei linii va avea timp de 10 ani [...] un drept de preemțiune pentru obținerea acestei concesiuni”.
Construcția primei secțiuni a început în 1863, iar linia între Les Sables-d'Olonne și Napoléon-Vendée a fost inaugurată pe 29 decembrie 1866. A doua secțiune, între Napoléon-Vendée și Bressuire, a fost inaugurată în martie 1871, fiind realizată de Compagnie des chemins de fer de la Vendée.
La scurtă vreme după atribuirea concesiunilor pentru construcția primelor două secțiuni, M. Forestier, inginerul-șef al serviciului Poduri și Șosele, a acordat un aviz favorabil studiului de fezabilitate privind prelungirea spre Tours a căii ferate Napoléon-Vendée – Bressuire. Pe 19 iunie 1868, prin articolul 1 al decretului imperial publicat în acea zi, s-a declarat „lucrare de utilitate publică prelungirea căii ferate de la Napoléon-Vendée la Bressuire către Tours, traversând prin sau pe lângă Thouars, Loudun, Chinon, și conectarea ei cu linia de la Tours la Bordeaux în gara Monts”. Pe 20 iunie 1868, Camera Deputaților a adoptat un proiect de lege prin care, la articolul 1, se preciza că:
Ministrul Agriculturii, Comerțului și Lucrărilor Publice este autorizat să întreprindă lucrările de construcție a căilor ferate desemnate mai jos, și anume:
– [...]
– de la Bressuire la Monts, lângă Tours, pe linia de la Tours la Bordeaux
– [...]

### Execuție
În proiectul inițial, gara din Thouars ar fi urmat să fie construită în zona Fertevault din sud-estul localității, dar o petiție care a circulat în 1869 s-a opus acestei idei, deoarece locul ales era departe de centrul orașului. În consecință, proiectul a fost modificat, iar gara a fost propusă a fi realizată în satul Les Hameaux, mult mai aproape de Thouars. Acest lucru a impus însă realizarea unui viaduct impozant peste valea adâncă a râului Thouet.
În 1871, Compagnie des chemins de fer de la Vendée, concesionarul realizării căii ferate, a desemnat ca antreprenor compania G. Eiffel et Cie a cunoscutului inginer Gustave Eiffel, căreia i-a comandat execuția viaductului peste Thouet de la Thouars, a unui viaduct peste Vienne la Chinon și a unui viaduct peste Indre la Azay-le-Rideau. Proiectele tuturor acestor viaducte au fost concepute de inginerul șef al Compagnie de la Vendée, G. Tyndall.
Viaductul Thouars a fost construit între anii 1871 și 1873, pentru un preț de 623 280 de franci la valoarea din 1873. Este compus dintr-un tablier metalic având o lungime de aproximativ 190 m, sprijinit pe trei pile cu o înălțime de 28 m. Cele patru deschideri ale viaductului au următoarele dimensiuni: două deschideri laterale cu lungimea de 43,50 m fiecare, respectiv două deschideri centrale cu lungimea de 51,40 m fiecare (51,48 m după alte surse). Înălțimea maximă a construcției este de 44 m. Viaductul metalic se continuă la ambele capete cu două viaducte din zidărie, lungimea totală a lucrării fiind astfel de 257 m (256 m după alte surse).
Viaductul a fost construit cu o singură cale, însă lățimea pilelor permite adăugarea unei a doua căi pentru al doilea fir. În 1887 a fost adăugat un al doilea tablier, mai puțin înalt decât primul. Original, pilele erau metalice, de tip grinzi cu zăbrele, dar au fost acoperite cu zidărie din piatră între anii 1914–1915, în urma prăbușirii, pe 23 noiembrie 1913, a podului metalic de la Montreuil-Bellay, în timpul traversării lui de către un tren de marfă.
În iulie 1944, viaductul a fost bombardat de aviația aliată, iar în luna august a aceluiași an una din pile și tablierul au fost dinamitate de trupele germane în retragere. După reparații, viaductul a fost redeschis traficului feroviar în anul 1946.
În 1946, cele două tabliere de dimensiuni mai reduse au fost înlocuite cu un tablier nou, cu o masă de aproximativ 600 de tone.
În perioada modernă, viaductul Thouars este traversat zilnic de circa 20 de trenuri de marfă, care transportă balast de la carierele din regiune, ciment de la fabrica Cimenteries d'Airvault, cereale sau automobile.
Pe 3 iunie 2000, pentru a marca trecerea în anul 2000, municipalitatea din Thouars a organizat un eveniment cu subiect feroviar, în timpul căruia locomotiva cu abur Pacific 231 G 558, clasată ca monument istoric în 1984, a traversat viaductul pentru a ajunge în gara orașului. La eveniment, în cursul căruia la viaduct s-a desfășurat un spectacol de sunet și lumini, au participat circa 7 000 de persoane.